# Archangels in Black
Archangels in Black är det fjärde studioalbumet från den franska symfoniska progmetal-gruppen Adagio, utgivet 2009 av skivbolaget Listenable Records.

## Låtar på albumet
1. "Vamphyri" – 4:26
2. "The Astral Pathway" – 5:04
3. "Fear Circus" – 3:59
4. "Undead" – 4:40
5. "Archangels in Black" – 5:37
6. "The Fifth Ankh" – 4:43
7. "Codex Oscura" – 9:07
8. "Twilight at Dawn" – 6:23
9. "Getsu Senshi" – 3:42

Bonusspår på Japan-utgåvan
1. "Undead" (demo-version)
2. "Twilight at Dawn" (demo-version)

Bonus-video på digipak-utgåvan

1. "Fear Circus" – 3:59

## Medverkande
Musiker (Adagio-medlemmar)
- Stéphan Forté – gitarr
- Franck Hermanny – basgitarr
- Kévin Codfert – piano, keyboard
- Christian Palin – sång
- Eric Lebailly – trummor

Bidragande musiker
- Gus Monsanto – bakgrundssång

Produktion
- Stéphan Forté – producent, ljudmix
- Kévin Codfert – producent, ljudtekniker
- Thierry Mas – ljudtekniker (trummor)
- Björn Engelmann – mastering
- Alexandra V Bach – omslagsdesign, omslagskonst
- Guilherme Sevens – omslagskonst
- PPF Pictures – foto